# Тураташ
Тураташ (Тараташ, Тора-Таш)  — гора на Южном Урале в Кусинском районе, Челябинской области.

## География
Гора находится на территории Аршинского природного заказника, в верховье реки Большая Арша, в 9 километрах северо-западнее деревни Александровка и горы Карандаш. Вершина состоит из отвесных останцов, окружённых лесным массивом из ели. Гора сложена кварцитами чёрного и серого цвета со значительным содержанием железа и редкой магматической горной породы израндит.